# Sebastian Backer
Sebastian Backer (* 5. September 1980 in München) ist ein ehemaliger deutscher Fußballspieler und gegenwärtiger -trainer.

## Karriere

### Vereine
Nach seiner Jugendzeit beim TSV Zorneding, einem Sportverein im Landkreis Ebersberg, bei dem Backer das Fußballspielen lernte, wechselte er 1988 in die Jugendabteilung des FC Bayern München.
Am 20. Juli 1997 gehörte er der Mannschaft an, die im Endspiel um die B-Junioren-Meisterschaft in Unterhaching Werder Bremen mit 3:0 Toren besiegte.
Über die Regionalliga-Mannschaft gelangte Backer im Jahr 2000 in den Bundesliga-Kader von Trainer Ottmar Hitzfeld. Mit der Profimannschaft bestritt er lediglich drei Freundschaftsspiele, ansonsten spielte er weiterhin in der Regionalliga Süd. Mit dieser Tatsache unzufrieden, verließ der Münchner den Verein und wechselte zur Saison 2001/02 zum Zweitligisten MSV Duisburg. Doch auch in Duisburg vermochte sich Backer nicht durchzusetzen und kam nach seinem Zweitligadebüt am 17. Februar 2002 (23. Spieltag), beim 5:0-Sieg im Heimspiel gegen den 1. FC Saarbrücken mit Einwechslung für Steven Tweed in der 80. Minute, erst wieder in der Folgesaison 2002/03 zu vier Zweitligaeinsätzen. Für die zweite Mannschaft bestritt er während der zweijährigen Zugehörigkeit 21 Ligaspiele in der Oberliga Nordrhein.
Zur Saison 2003/04 wechselte er in die Regionalliga Nord und bestritt nur sechs, in der Folgesaison 2004/05 sogar nur zwei Ligaspiele für Eintracht Braunschweig. Am Saisonende stieg Eintracht Braunschweig als Meister der Regionalliga Nord in die 2. Bundesliga auf; Backer hingegen schloss sich dem SC Fürstenfeldbruck an, für den er in zwei Spielzeiten 51 Spiele in der Bayernliga absolvierte und acht Tore erzielte. In seiner ersten Spielzeit noch Tabellenneunter, wurde er mit dem Verein in seiner zweiten Spielzeit Tabellensiebzehnter gleichbedeutend mit dem Abstieg in die Landesliga Süd. In dieser setzte Backer seine Karriere fort, allerdings beim SV Heimstetten, den er aber in der Winterpause nach nur acht Einsätzen verließ. Mit dem Erwerb der DFB-Trainer-B-Lizenz wurde er bereits 2006 im Jugendbereich tätig. Von 2008 bis 2012 trainierte Backer die E-Junioren des FC Bayern München. In dieser Zeit, 2010/11 und 2011/12, absolvierte er 19 Ligaspiele beim oberbayrischen Bezirksoberligisten ASV Dachau und schoss zwei Tore. Seit 2012 trainiert er die U-15 am Deutschen Fußballinternat in Bad Aibling.

### Nationalmannschaft
Sebastian Backer bestritt 34 Junioren-Länderspiele (in den verschiedenen Altersklassen) für den DFB und erzielte acht Tore.
Sein Debüt in der U-16-Nationalmannschaft am 1. April 1997 in Pforzheim beim 2:2-Unentschieden gegen die Auswahl der Türkei krönte er gleich mit seinem ersten Tor für diese Auswahlmannschaft. Er nahm sowohl an der U-16-Europameisterschaft 1997 vom 28. April bis 10. Mai (6 Spiele; 2 Tore) im eigenen Land als auch an der vom 4. bis 21. September in Ägypten ausgetragenen U-17-Weltmeisterschaft 1997 (6 Spiele; 0 Tore) teil. Für diese Auswahlmannschaft spielte er erstmals am 8. August 1997 in Oberhaching beim 5:1-Sieg über die Auswahl des Omans, letztmals am 12. März 1998 in Würzburg beim 3:1-Sieg über die Auswahl der Ukraine. Für die U-18-Nationalmannschaft bestritt er am 17. März 1998 sein einziges Länderspiel, das gegen die Auswahl Italiens mit 0:4 verloren wurde.

## Erfolge
- Vierter der U-17-Weltmeisterschaft 1997
- Dritter der U-16-Europameisterschaft 1997
- Deutscher B-Juniorenmeister 1997 (mit dem FC Bayern München)
- Zweiter der A-Juniorenmeisterschaft 1998 (mit dem FC Bayern München)
- Meister der Regionalliga Nord 2005 (mit Eintracht Braunschweig)